# Брун, Юлиан
Юлиан Брун (пол. Julian Brun, 21 марта 1886 — 28 марта 1942) — польский историк-марксист, журналист, литературный критик, один из руководителей Коммунистической партии Польши.

## Биография
Юлиан родился 21 апреля 1886 года в Варшаве. С 1905 член Социал-демократии Королевства Польского и Литвы. Участвовал в Революции 1905—1907 годов в России, затем уехал в эмиграцию во Францию, затем в Болгарию. В 1919 вернулся на родину и вступил в Коммунистическую партию Польши. Занимался разработкой теоретических вопросов Коммунистической партии Польши, где считался видным теоретиком партии. Занимал должность редактора журнала партии «Новы пшеглёнд» (Nowy Przeglad, Новое обозрение) и ряда других партийных изданий.
В 1923 году избран членом Центрального комитета Коммунистической партии Польши. В 1924 году был арестован, но продолжал оставаться членом ЦК КПП до 1925 года. В 1926 году прибыл в СССР по обмену политическими заключёнными. С 1929 проживал во Франции и Бельгии. В период с 1930 по 1938 годы — кандидат в члены ЦК КПП. После начала Второй мировой войны арестован фашистами в Бельгии. Помещен в концентрационный лагерь во Франции. В июле 1941 года организовал побег и перебрался в СССР. Проживал в Саратове, где[прояснить] украинской радиостанции выполнял обязанности редактора польской редакции. Умер 28 апреля 1942 года в Саратове.
Был женат на Стефании Уншлихт (сестре Иосифа и Юлиана Уншлихтов), брат писательницы Елены Бобинской.

## Память
- Союзом польских журналистов учреждена премия имени Бруна.
- В Варшаве его именем названа улица.

## Сочинения
- Соч.: Pisma wybrane, cz. I-2, Warsz., 1955-56.
- Stefana Żeromskiego tragedia pomyłek (1926)